# Leonid Trauberg
Leonid Zacharowicz Trauberg (ros. Леонид Захарович Трауберг; ur. 4 stycznia?/17 stycznia 1902 w Odessie, zm. 14 listopada 1990 w Moskwie) – radziecki reżyser filmowy i scenarzysta.

## Życiorys
Leonid Trauberg urodził się 17 stycznia 1902 roku w Odessie. Był starszym bratem Iljii Trauberga. W 1919 roku już jako gimnazialista utworzył studio teatralne w Odessie. Rok później przeniósł się do Piotrogrodu, gdzie zajął się dziennikarstwem i amatorsko aktorstwem tetralnym. Studiował w szkole przy Operze Komicznej. W 1920 spotkał Grigorij Kozincewa, z którym zorganizował FEKS i razem z nim tworzył filmy do 1946 roku. Wyreżyserowali wspólnie m.in. Szynel (1926), Nowy Babilon (1929) oraz Trylogię o Maksymie (1935–1939). Samodzielnie natomiast zrealizował takie filmy jak: Aktorka (1943), Martwe dusze (1960) i Swobodny wiatr (1961). Z powodu żydowskiego pochodzenia oskarżany był o „kosmopolityzm”. Po wojnie, oprócz realizacji filmów zajmował się działalnością pedagogiczną (m.in. na Wyższych Kursach Reżyserskich w latach 1962-1968 w Moskwie), pisał również scenariusze, artykuły oraz książki o filmie. Zmarł 14 listopada 1990 roku w Moskwie w wieku 88 lat.
Został pochowany na Cmentarzu Kuncewskim w Moskwie.

## Filmografia
- 1924: Przygody Oktiabryny
- 1925: Miszka walczy z Judeniczem
- 1926: Czarcie koło
- 1926: Płaszcz
- 1927: Braciszek
- 1927: Sojusz wielkiej sprawy
- 1929: Nowy Babilon
- 1931: Wioska na Ałtaju
- 1935: Młodość Maksyma
- 1937: Powrót Maksyma
- 1939: Maksym
- 1943: Aktorka
- 1945: Prości ludzie
- 1958: Szli żołnierze
- 1960: Martwe dusze
- 1961: Swobodny wiatr

## Nagrody i odznaczenia
- Order Czerwonego Sztandaru Pracy (1939)
- Nagroda Stalinowska (1941)
- Ludowy Artysta RFSRR (1987)
- Order Lenina